# أحمد حبيب
أحمد حبيب علي مرهون محمد (ولد في 5 ديسمبر 1999 في المنامة، البحرين) لاعب كرة قدم بحريني يجيد اللعب في مركز قلب الدفاع. يلعب حاليا لصالح البحرين البحريني منذ 2022.